# Grumman F7F Tigercat
F7F Tigercat byl první americký dvoumotorový palubní stíhač v řadové službě, který byl vyvinutý na základě požadavků amerického námořnictva z června 1941, které se opíraly o bojové zkušenosti v druhé světové válce. 
Nasazen byl však až v roce 1945 a do bojů zasáhl pouze okrajově.
Byl používán ještě v Korejské válce v padesátých letech.  Celkem bylo vyrobeno 363 kusů včetně prototypů.

## Vznik a vývoj

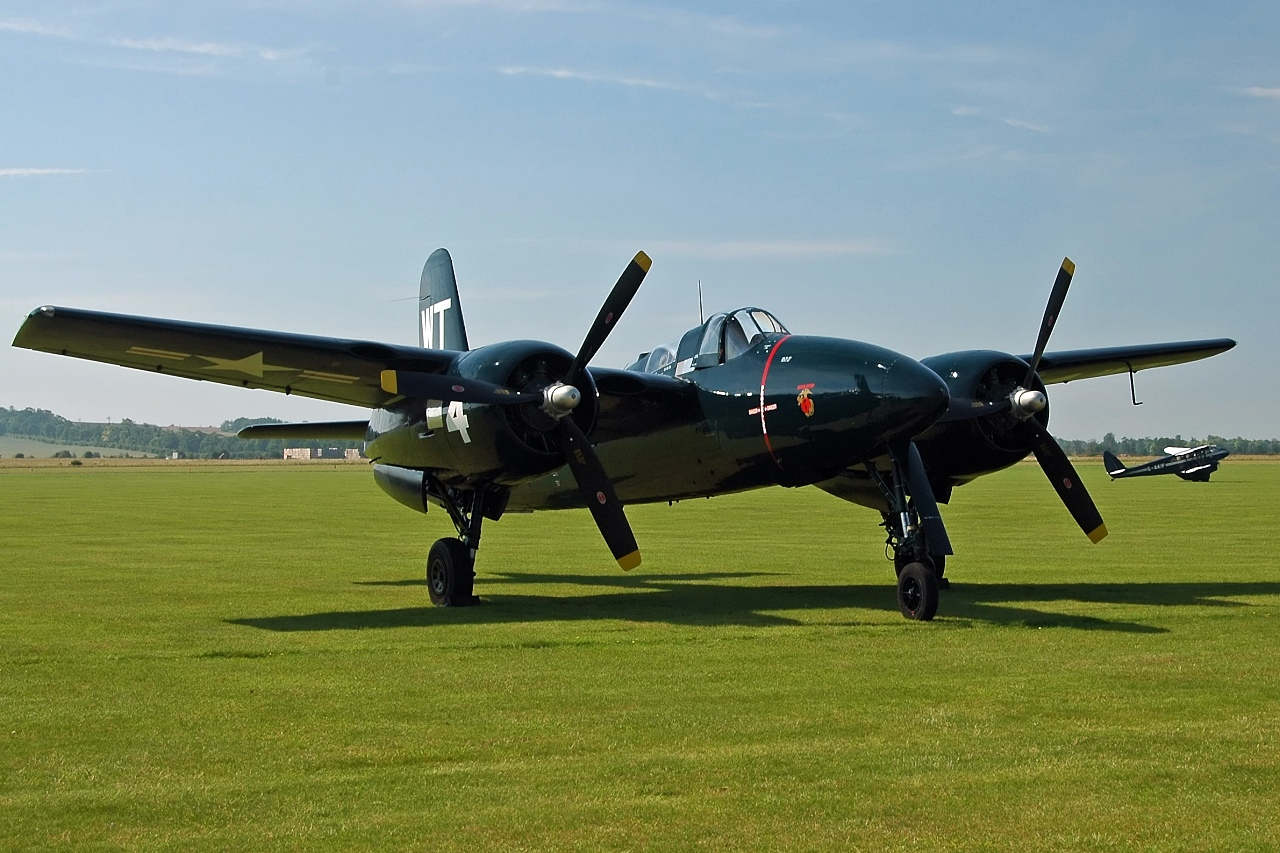
F7F-3P Tigercat

Dva prototypy (experimental version) Tigercatu nesly označení XF7F, po kterých následovala série 34 kusů jednomístné stíhací verze F7F-1, která byla vybavena radarem APS-6 v pouzdru pod křídlem.
Následovalo 66 letounů varianty F7F-2, u které byl radar přemístěn do přídě namísto výzbroje. Zadní palivová nádrž byla demontována a její místo obsadil prostor pro pozorovatele.
Verze F7F-3 obdržela pohonné jednotky typu Pratt & Whitney R-2800-34W Double Wasp a zvětšenou SOP.
Většina z 363 letounů Tigercat byla stavěna v noční dvoumístné stíhací variantě F7F-3N, nebo jako fotoprůzkumný letoun F7F-3P.
Poslední verzí byla F7F-4N se zesíleným drakem pro službu na letadlových lodích.

## Nasazení

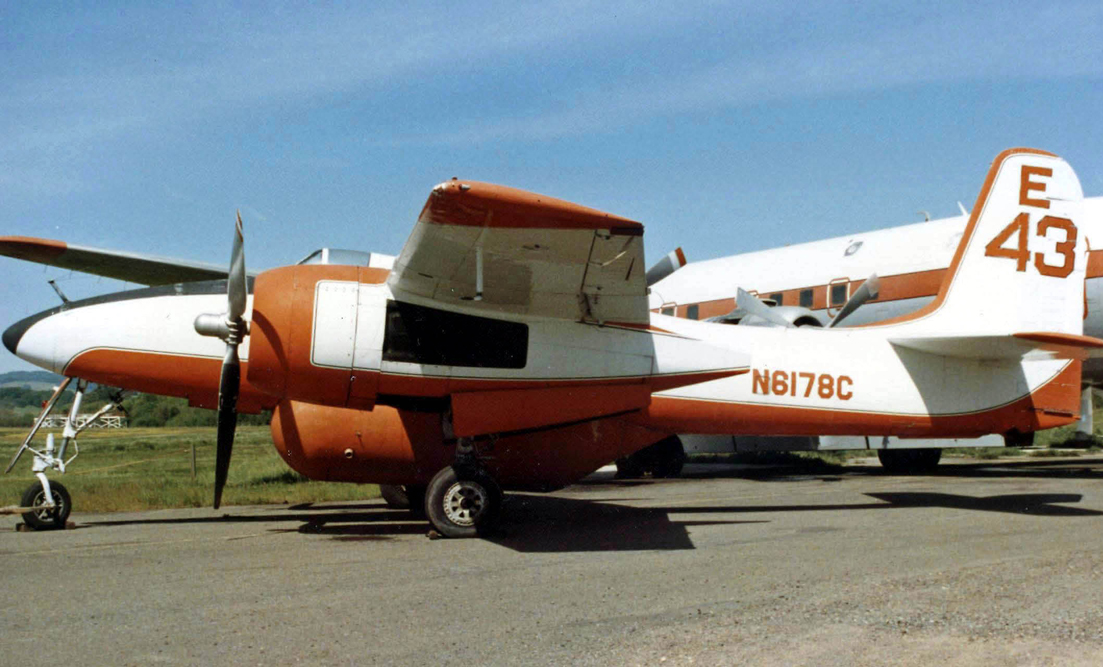
Protipožární vodní bombardér Grumman F7F-3N Tigercat (N6178C), letiště Santa Rosa, Kalifornie, 29.03.88

První operační jednotkou Tigercatů se v srpnu 1945 stala na japonské Okinawě operující stíhací peruť americké námořní pěchoty VMF(N)-533, vybavená pro noční stíhání stroji typu F7F-2N s prosklenou kabinou operátora radaru ve střední části trupu.
Jediné dva stroje byly ještě za války předány britskému námořnictvu. Prvý z nich (TT349) byl předán v prosinci 1944 výzkumné jednotce námořnictva v A&AEE v Boscombe Down. Druhý kus (TT346) prošel od února 1945 provozními zkouškami u 787. perutě FAA.
Do válečných operací však Tigercaty USMC ve větším počtu zasáhly až v Koreji u jednotek VMF(N)-513 a VMF(N)-542, kde vydržely do konce roku 1952.
Několik letounů bylo po vyřazení z výzbroje překonstruováno na vodní bombardér.

## Uživatelé
- Spojené státy americké
  - Námořnictvo Spojených států amerických
  - Námořní pěchota Spojených států amerických (USMC Aviation)

## Specifikace (F7F-1)

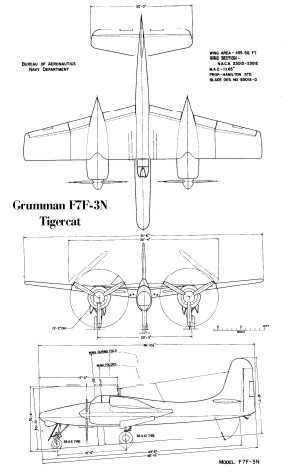
Třípohledový nákres (F7F-3N)

Údaje podle

### Technické údaje
- Posádka: 1
- Rozpětí: 15,70 m
- Délka: 13,80 m
- Výška: 4,60 m
- Nosná plocha: 42,27 m²
- Hmotnost prázdného letounu: 5943 kg
- Vzletová hmotnost: 10 235 kg
- Pohonná jednotka: dva dvouhvězdicové osmnáctiválce Pratt & Whitney R-2800-22W Double Wasp
  - Výkon motoru: 2100 hp (cca 1566 kW)

### Výkony
- Maximální rychlost: 689 km/h
- Počáteční stoupavost: 1380 m/min
- Standardní dostup: 11 033 m
- Dolet bez přídavných nádrží: 1885 km

### Výzbroj
- 4 × 20mm kanón AN/M3
- 4 × 12,7mm kulomet Browning
- 3 × puma o hmotnosti 454 kg nebo 6 neřízených raket HVAR, příp. 1 × torpédo nebo 3 neřízené střely Tiny Tim[zdroj⁠?!]